# Castin
Castin település Franciaországban, Gers megyében. Lakosainak száma 345 fő (2022. január 1.). Castin Auch, Castillon-Massas, Duran, Ordan-Larroque és Saint-Lary községekkel határos.

## Népesség
A település népességének változása:
| Lakosok száma | 136  | 188  | 262  | 266  | 319  | 332  | 343  | 358  | 361  | 345  |
|               | 1968 | 1982 | 1990 | 2006 | 2013 | 2015 | 2017 | 2019 | 2020 | 2022 |